# Unión de Estudiantes Alemanes
La Unión de Estudiantes Alemanes (en alemán: Deutsche Studentenschaft, DSt) fue la asociación que fusionó los comités de estudiantes de todas las universidades alemanas, incluidas las de Danzig, Austria y las antiguas universidades alemanas en Checoslovaquia,  desde 1919 hasta 1945.
Originalmente fundada como un grupo de intereses democráticos, la DSt experimentó serios conflictos internos a principios de la década de 1920 entre la minoría republicana y el ala mayoritaria etnonacionalista. Estuvo dominada desde 1931 en adelante por la Liga Nacionalsocialista de Estudiantes Alemanes, con la que se fusionó el 5 de noviembre de 1936 bajo el mando de Gustav Adolf Scheel, y desempeñó un papel importante en la quema de libros -que inició en 1933- Finalmente fue prohibida en 1945 por ser considerada una organización nazi.
El 6 de mayo de 1933, miembros del DSt realizaron un ataque organizado contra el Instituto de Investigación Sexual en el área de Tiergarten de Berlín. Unos días después, la biblioteca y los archivos del instituto fueron sacados y quemados en las calles de la Opernplatz. Se destruyeron alrededor de 20.000 libros y revistas y 5.000 imágenes.

## Secretarios
| 1919 - 1920                     |  | Otto Benecke         | (Verband der Vereine Deutscher Studenten Göttingen)                |
| 1920 - 1921                     |  | Peter van Aubel      | (Kath. Freie Vereinigung Cologne)                                  |
| 1921 - 1922                     |  | Franz Holzwarth      | (Göttingen)                                                        |
| 1922 - 1923                     |  | Fritz Hilgenstock    | (Hannoversche Burschenschaft Arminia)                              |
| 1923 - 1924                     |  | Arthur Fritsch       | (K.D.St.V. Winfridia Breslau im Cartellverband)                    |
| 1924 - 1926                     |  | Hellmut Bauer        | (Burschenschaft Teutonia Kiel)                                     |
| 1926 - 1927                     |  | Günter Thon          | (Burschenschaft Arminia Brünn)                                     |
| 1927 - 1929                     |  | Walter Schmadel      | (Burschenschaft Danubia München)                                   |
| 1929 - 1930                     |  | Erich Hoffmann       | (Corps Austria Frankfurt am Main)                                  |
| 1930 - 1931                     |  | Hans-Heinrich Schulz | (Corps Hildeso-Guestphalia Göttingen)                              |
| 1931                            |  | Walter Lienau        | (NSDStB and Corps Isaria München)                                  |
| 1931 - 1933                     |  | Gerhard Krüger       | (NSDStB and Burschenschaft Arminia Greifswald im ADB)              |
| 1933 - 1934                     |  | Oskar Stäbel         | (NSDStB and Landsmannschaft Suevia Karlsruhe)                      |
| julio de 1934 - febrero de 1936 |  | Andreas Feickert     | (NSDStB Hamburg)                                                   |
| desde febrero de 1936           |  | Gustav Adolf Scheel  | (como Reichsstudentenführer, líder conjunto de la DSt y la NSDStB) |